# Destinazione Budapest
Destinazione Budapest (Assignment – Paris!) è un film del 1952 diretto da Robert Parrish.

## Trama
Jimmy Race, reporter del New York Herald Tribune con sede a Parigi, viene inviato dal suo capo Nicholas Strang a Budapest per investigare su di una riunione alla quale parteciperà l'ambasciatore ungherese ma durante la sua permanenza verrà coinvolto in un caso di spionaggio.